# Crataegus sargentii
Crataegus sargentii är en rosväxtart som beskrevs av Chauncey Delos Beadle. Crataegus sargentii ingår i Hagtornssläktet som ingår i familjen rosväxter. Utöver nominatformen finns också underarten C. s. gilva.